# Cucut becgròs de Jamaica
El cucut becgròs de Jamaica (Coccyzus pluvialis) és una espècie d'ocell de la família dels cucúlids (Cuculidae) que habita els boscos densos de Jamaica.